# Thermolithobacter
Thermolithobacter es un género de bacterias pertenecientes al filo Bacillota que conforma su propia clase Thermolithobacteria. Son bacilos anaerobios termófilos Gram positivos, quimiolitótrofos reductores de hierro III, cuya temperatura de crecimiento está entre los 50 y 75 °C.